# Lütsche
Die Lütsche oder auch Lützsche ist ein 7 km langer, linker Zufluss der Wilden Gera im Ilm-Kreis in Thüringen.

## Name
Der schriftliche Erstbeleg stammt aus dem Jahr 1378 (Lüttzsche). Der Name leitet sich vom slawischen Wort *luka für 'Wiese' ab und hat die Bedeutung „Wiesenbach“.

## Verlauf
Ihre beiden Quellbäche entspringen in der Nähe von Oberhof. Der rechte Quellbach, die grasige Lütsche, entspringt in etwa 760 m Höhe an der Halde und durchfließt den Löffelbühlsgraben und den Obersten Wiesengrund zwischen den Bergen Gabelkopf und Lärchenkopf. Der linke Quellbach, die steinige Lütsche, entspringt in etwa 735 m Höhe im Hausbrunnen und fließt durch den Langen Grund zwischen den Bergen Lärchenkopf und Wadeberg. Beide vereinen sich in der 1938 erbauten Lütschetalsperre. Die Lütsche verlässt die Talsperre und durchfließt den Lütschegrund. Hier befinden sich zahlreiche Steinbrüche. Die Lütsche fließt zwischen dem nordwestlich gelegenen 677 Meter hohen Borzel und dem südöstlich gelegenen 616 Meter hohen Bergmannskopf hindurch. Von Norden mündet der 3 km lange Ensebach in die Lütsche. An der Einmündung lag früher das Dorf Lütsche. Unterhalb mündet die Lütsche in Gräfenroda an der Herrenmühle in die Wilde Gera.